# Вікно (Коломийський район)
Вікно́ — село (у 16—17 століттях містечко) в Україні на Покутті, у Городенківській міській громаді Коломийського району. До 2020 адміністративно належало до Городенківського району Івано-Франківської області України та було центром однойменної сільської ради.
Відповідно до Розпорядження Кабінету Міністрів України від 12 червня 2020 року № 714-р «Про визначення адміністративних центрів та затвердження територій територіальних громад Івано-Франківської області» увійшло до складу Городенківської міської громади.

## Історія

### Найдавніші часи
Засноване у часи Галицько-Волинської держави. Назва походить від джерела «Вікнина», яке розташоване в центрі села і не замерзає навіть взимку.
Перші згадки про Вікно стосуються 15 століття. У документі 1453 року вказано, що шляхтич Пречлавський (пол. Przecławski герба Короп або Задора) розділив свій маєток між племінниками, і одному з них дісталися села Вікно, Піддовга (пізніше повністю знищене татарами) і Чернятинці (сучасний Чернятин). У квітні 1485 року суд коломийських комірників закріпив цей розподіл.

### Містечко
1591 року Вікно згадується як містечко — «село покинув і осів у містечку Вікні тишківський отаман Влашин з сім'єю». Позначене на мапі Боплана як значний населений пункт «лат. Okena». Проте внаслідок татарського набігу 1621 року укріплене містечко Вікно зрівняне з землею і знову стає селом.

### Під владоюЦенських
У 1772 році внаслідок першого поділу Польщі Галичина до 1918 року опиняється під владою Габсбургів. З середини 18 століття Вікном володіє польська шляхетська родина Ценських (гербу Помян, пол. Cieński z Cieni i z Okna h. Pomian).
При переїзді у 1816 році в новозбудовану садибу до Вікна Ценські перевезли з Чернелицького замку унікальну мистецьку колекцію (твори Кранаха, Рубенса, ван Реймерсвале, Рафаеля, Менгса), книгозбірню та архів. Було закладено парк з оранжереєю.
Після реформи 1848 року (скасування панщини) активізувався розвиток сільського господарства. Наприкінці 19 століття (під час будівництва залізниці) за 2 км від села збудовано залізничну станцію «Вікняни».
На рубежі 19—20 століть у пошуках кращої долі багато малоземельних мешканців села емігрувало до Америки.

### Франко у Вікні
У другій половині жовтня 1884 року у Вікні побував Іван Франко. Дідич села Людомір Ценський на три дні забрав заарештованого письменника з коломийської тюрми — щоби той начебто попрацював у його маєтку (поширена на той час практика). Насправді Франко був шанованим гостем.
Перебуваючи у Вікні, Франко написав листа до Івана Белея, у якому повідомляв, що передав у друк біографічний нарис про Володимира Навроцького.

### 20 століття
Після невдачі Української революції 1917–1921 років та анексії ЗУНР Польщею нестерпне соціально-економічне становище західноукраїнських земель у її складі викликало закономірний спротив населення. Зокрема, в 1932 році у Вікні відбувся страйк сільськогосподарських робітників. Польська влада відповіла на акції протесту хвилею «пацифікацій».
У 1925 році, після смерті Тадеуша Ценського, останнім дідичем села став його син Ян — згодом єдиний (таємний) єпископ латинського обряду України в радянські часи. У «золотому вересні» графський маєток пограбовано та імовірно знищено місцевим населенням, яке після подій польсько-української війни та «пацифікації» 1930 року ставилося до колишніх феодалів (польських націоналістів) із закономірною ненавистю. На базі маєтку радянською владою після Другої світової війни проведено колективізацію.

## Населення

### Мова
Розподіл населення за рідною мовою за даними перепису 2001 року:
| Мова       | Кількість | Відсоток |
| ---------- | --------- | -------- |
| українська | 1338      | 99.93%   |
| російська  | 1         | 0.07%    |
| Усього     | 1339      | 100%     |

## Довідкова інформація

### Прізвища, «кутки», місцевості
Характерні віконські прізвища: Березовський, Бутницький, Василик, Велич, Гев'юк, Кобилянський, Круць, Левко, Мартинюк, Москалюк, Муляк, Погреда, Савицький, Хома.
Назви «кутків» та місцевостей: Броварища, Долини, Залевади, Клевчуки, Солонець, Тямпа.

## Визначні місця

### Церква СвятогоАрхангела Михаїла
Парафіяльний храм на традиційному місці, з традиційною назвою на честь небесного покровителя села. Належить Українській православній Церкві (Київського патріархату), хоча до 1946 року був греко-католицьким. Збудований у 90-х роках 20 століття замість розібраної «під шумок» і попри поодинокі протести дерев'яної церкви, пам'ятки архітектури 1774 року. Одним із ініціаторів будівництва був місцевий уродженець Микола Круць.
Спорудження нової Михайлівської церкви є прикладом сучасного нехлюйного ставлення до історичного надбання на Прикарпатті, коли історичні пам'ятки (в основному культового призначення) перебудовують або навіть руйнують із начебто «добрими намірами».
На церковному подвір'ї ще у радянські часи влаштовано лапідарій, куди звозилися надмогильні і пам'ятні хрести зі всього села. Це врятувало їх від знищення — зокрема, хрест 1848 року на честь скасування кріпацтва. Під час будівництва нової церкви відкрито давні поховання (до 1792 року навколо церкви був сільський цвинтар).
У 19 столітті священиками були представники родин Карачевських та Осадца.

### Могила сотника «Грома»
На сільському кладовищі похований місцевий уродженець, один із останніх польових командирів УПА — сотник «Грім».

### Інші пам'ятки
Інші пам'ятки 19—20 століть — стара будівля залізничної станції «Вікняни», двоповерхова споруда в центрі села, читальня «Просвіти».

## Відомі особи

### У Вікні народилися
- 1 травня 1849 — Станіслав Спитек Ценський (пол. Stanisław Spytek Jan Kanty Cieński z Cieni herbu Pomian), посол до Райхсрату.
- 1851 — Лешек Ценський (пол. Leszek Cieński z Cieni herbu Pomian, 1851–1913), посол до Галицького Сейму.
- 6 квітня 1856 — граф Тадеуш Целестин Ценський (пол. Tadeusz Celestyn Cieński z Cieni herbu Pomian), галицький польський політик та громадський діяч, сенатор Польської Республіки.
- 1889 — отець Михайло (Осадца), композитор, релігійний діяч, засновник і диригент хору «Боян» у Бродах.
- 29 січня 1908 — Юліан Францішек Тарнавський, олеський міський суддя, підпоручик піхоти запасу Війська Польського, жертва Катинського розстрілу.
- 1920 — Василик Ярослав Олексійович, сотник УПА «Грім».
- 9 вересня 1935 — Бутницький Іван Миколайович, ректор Тернопільського національного педагогічного університету у 1982–1984 роках.
- 18 грудня 1938 —  Книшук Михайло Іванович[15]), український майстер декоративного мистецтва, скульптор. Член Національної спілки художників України (1986). Батько Данила Книшука.
- 16 вересня 1950 — Москалюк Наталія Василівна, комсомольський діяч, лауреат премії Ленінського комсомолу (Премія Ленінського комсомолу)[16].
- 1 лютого 1952 — Круць Микола Федорович, «король українського шиферу», «бронзовий призер» трійки найзаможніших прикарпатців станом на 2008 рік.
- 1969 — Кобилянський Богдан Миколайович, голова Городенківської громади (з 19 листопада 2020 року[17]). Колишній сільський голова Вікна (1998—2005 роки), голова Городенківської районної ради (2006—2015) та РДА (2015—2017), заступник голови Івано-Франківської обласної державної адміністрації (2017—2019).
- 11 лютого 1970 — Березовський Володимир Іванович, заступник голови Голосіївської районної в м. Києві держадміністрації, діяч українського молодіжного руху (очолював Союз українського студентства, Український молодіжний парламент, координаційну раду СКУМО, був першим заступником голови УНКМО).
- 10 грудня 1993 — Галай Андрій Миколайович (1993-2014), солдат Збройних сил України, учасник російсько-української війни.

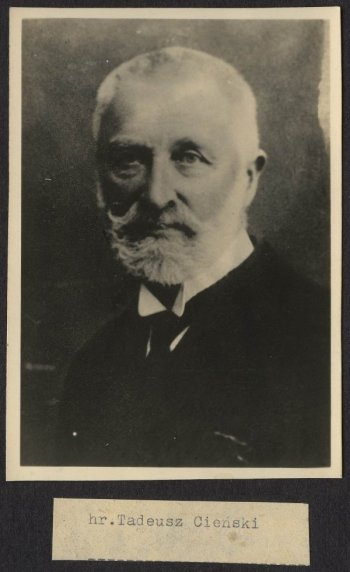
Тадеуш Целестин Ценський
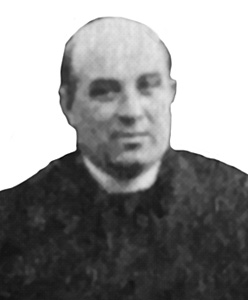
отець Михайло (Осадца)
Іван Бутницький
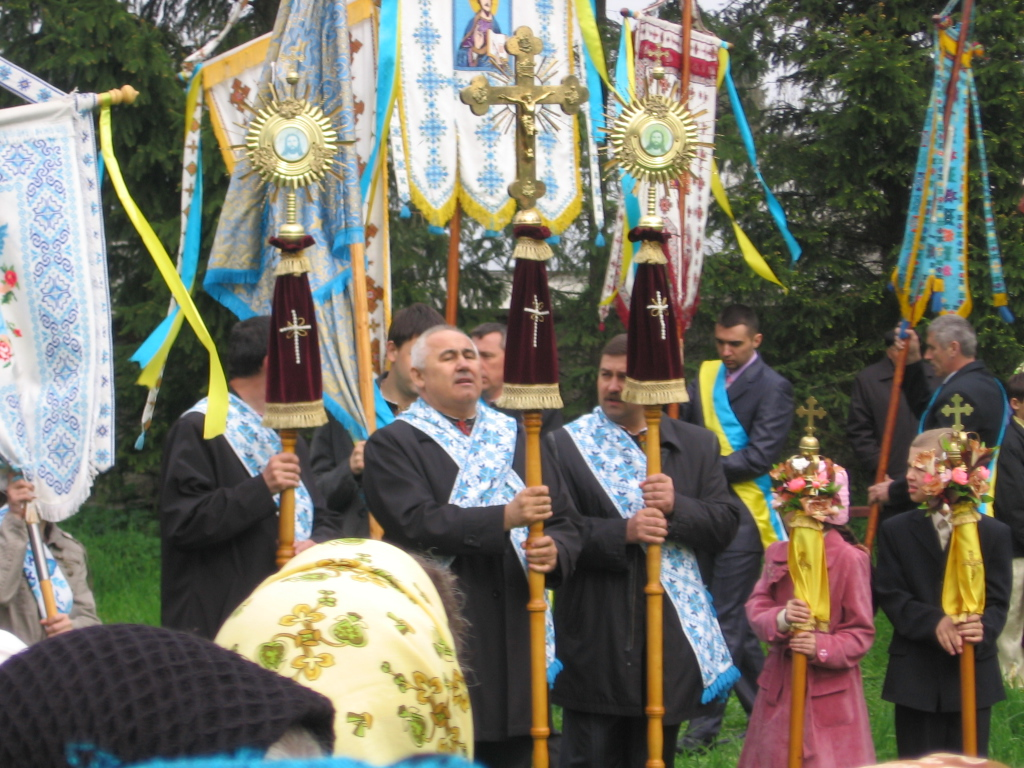
Березовський, Круць та Кобилянський на Великдень у Вікні
Андрій Галай

## Галерея

Двір Ценських у Вікні перед 1939 роком
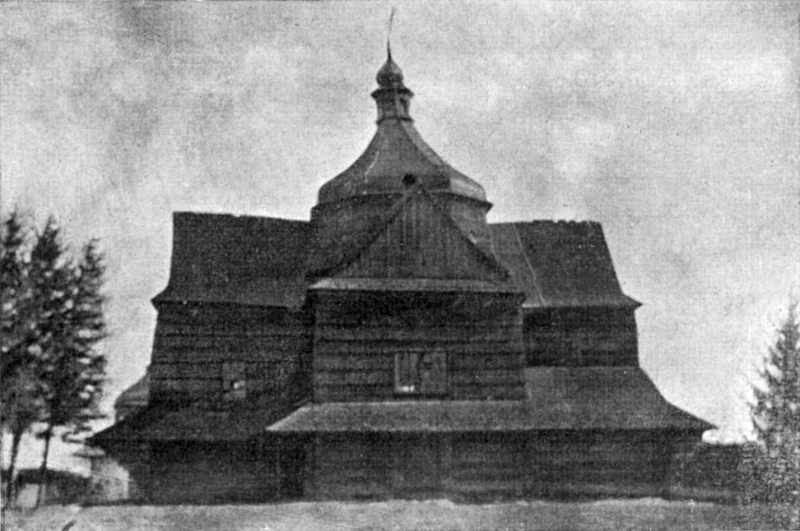
Знищена церква св. Михайла у Вікні
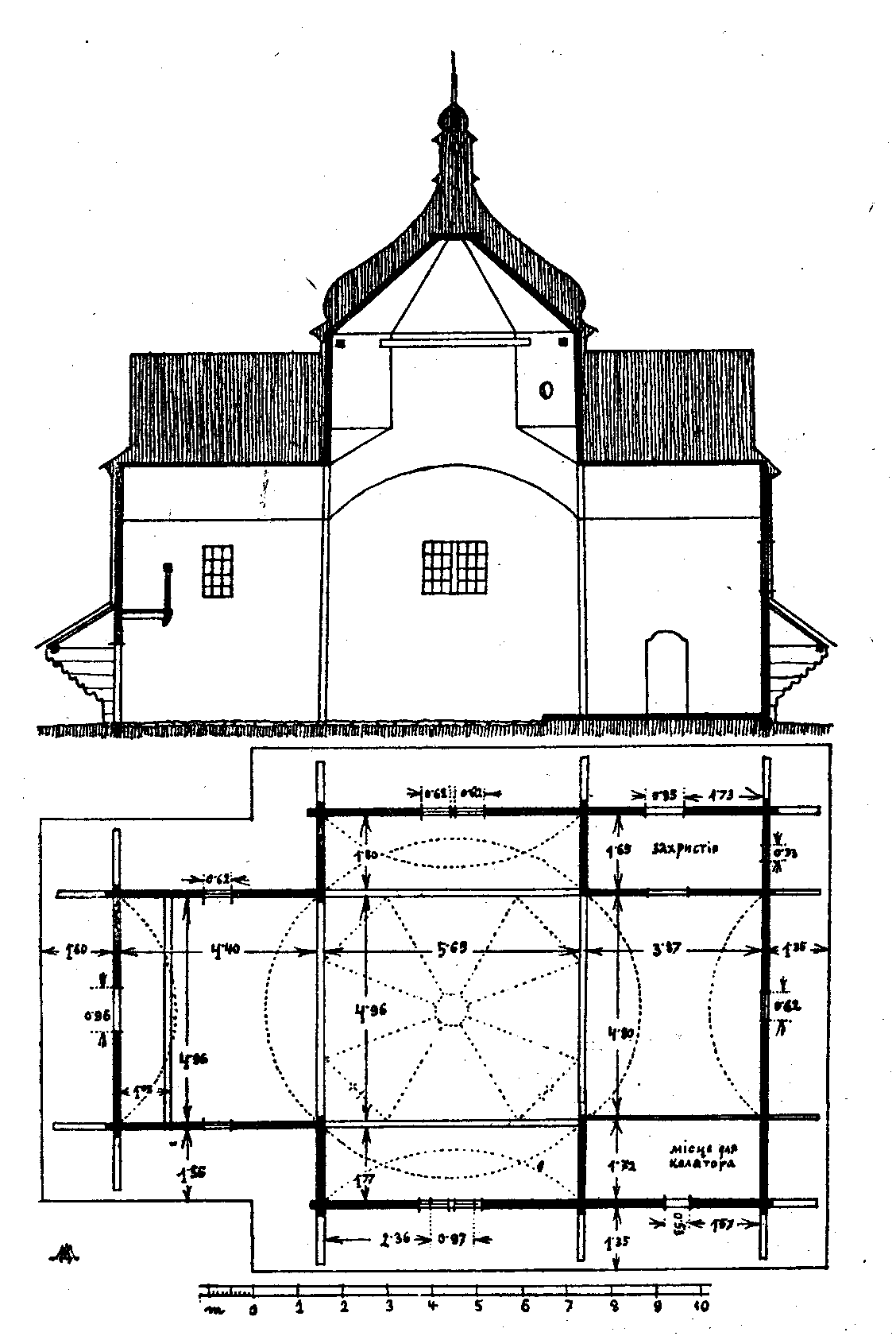
Поздовжний переріз і план знищеної церкви
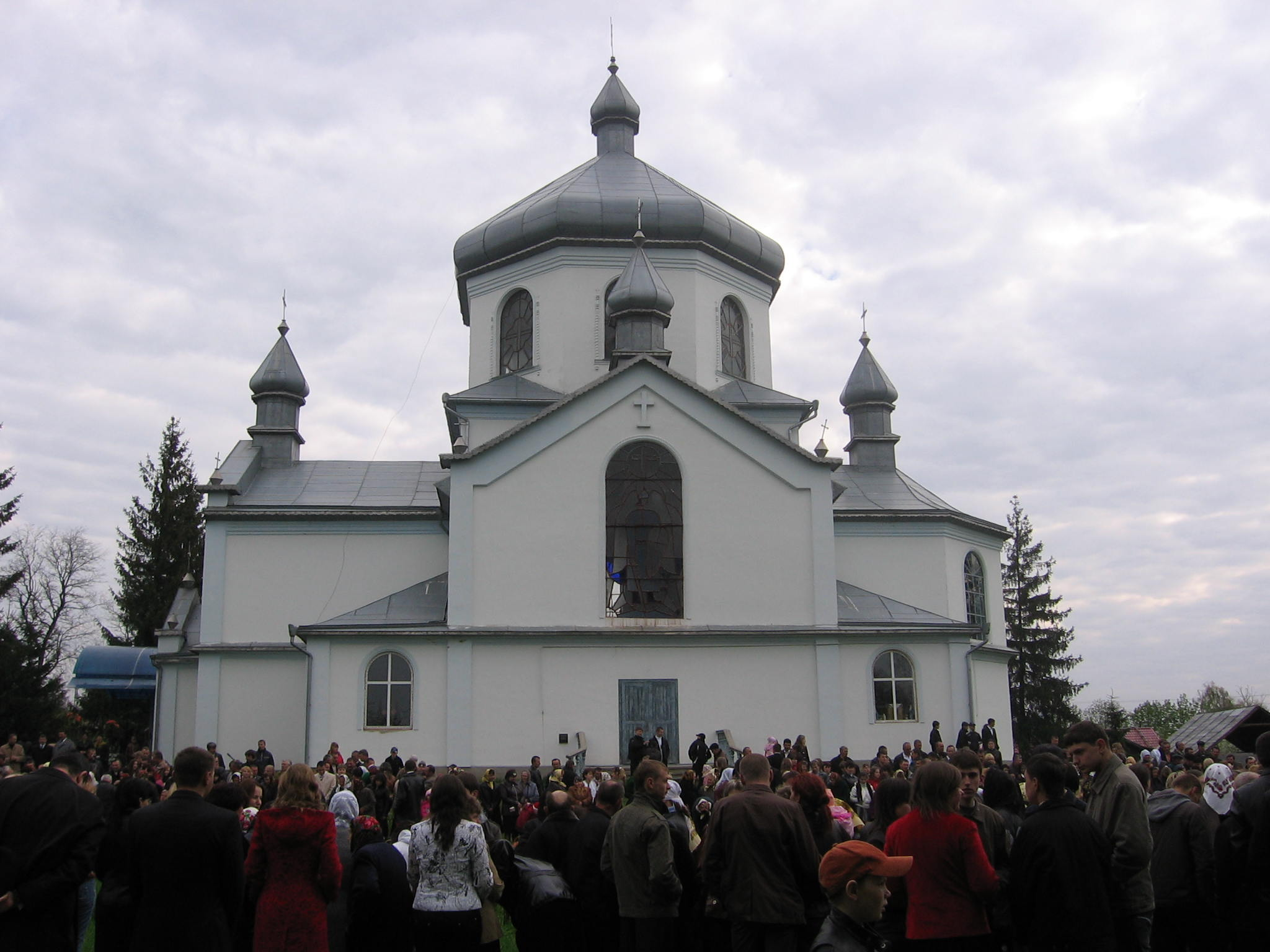
«Нова» церква св. Михайла у Вікні
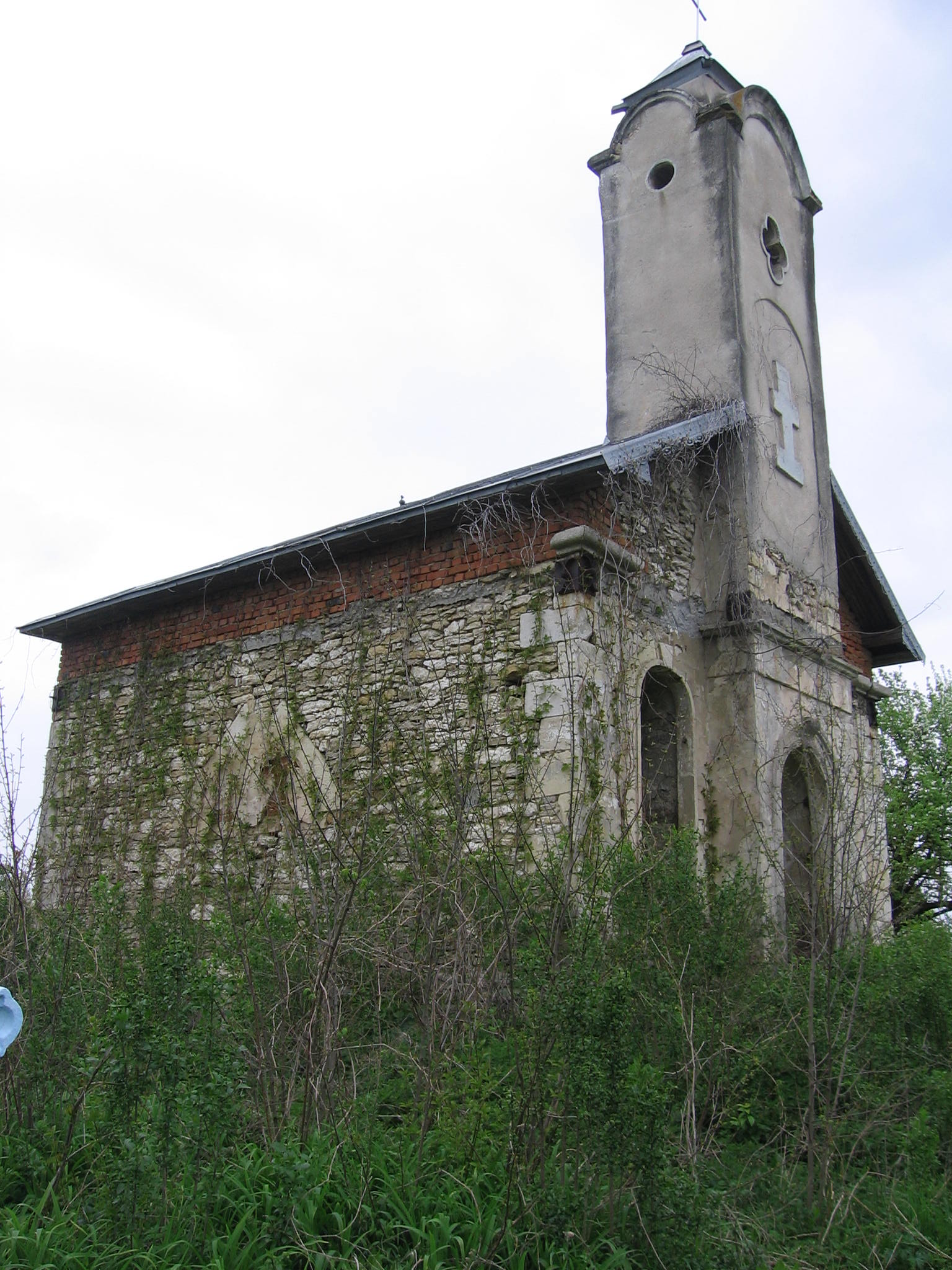
Усипальниця Ценських
Могила сотника «Грома»
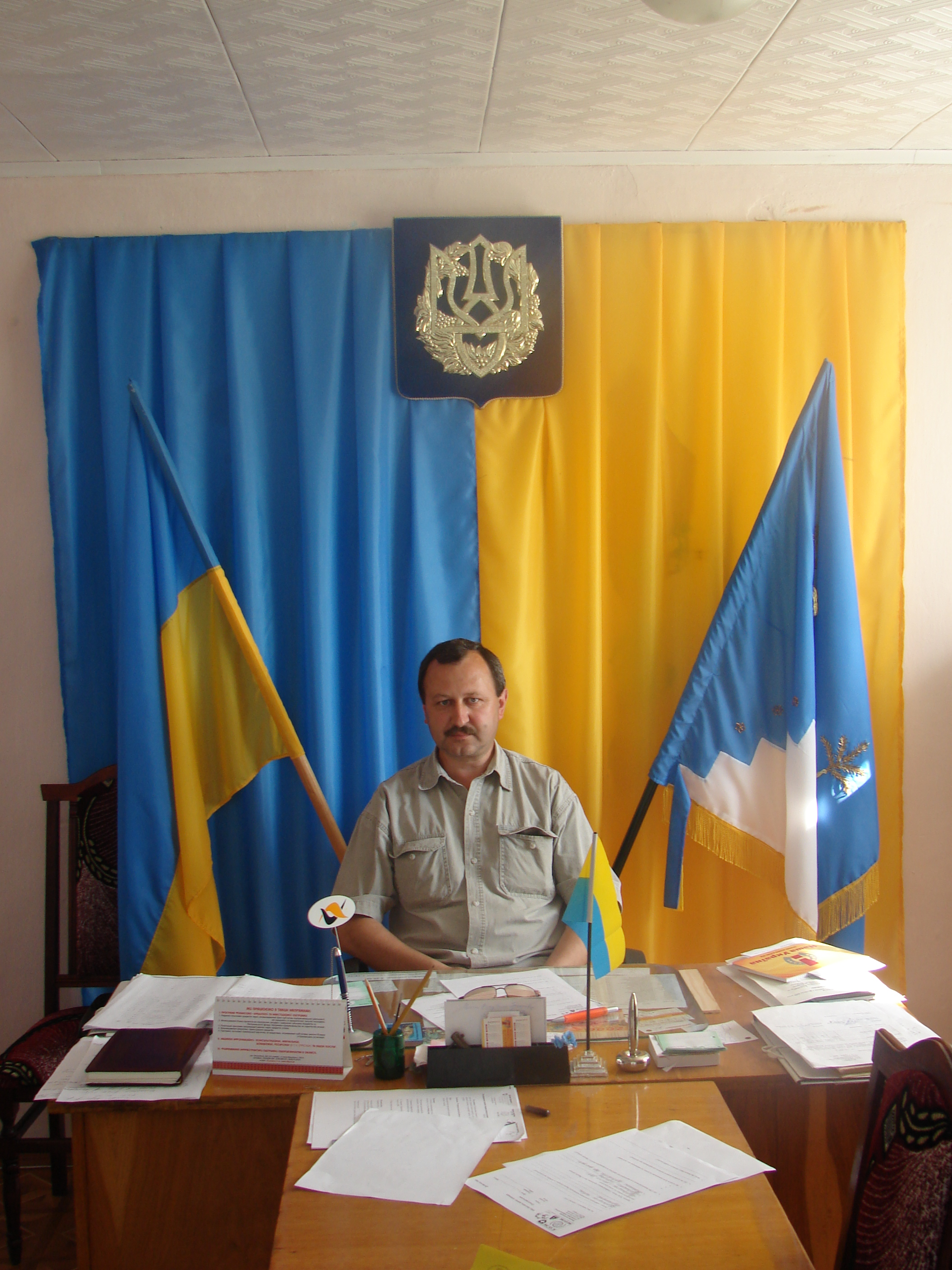
Сільський голова Іван Березовський на робочому місці